# Grande Prêmio da França de 2019
O Grande Prêmio da França de 2019 (formalmente denominado Formula 1 Pirelli Grand Prix de France 2019) foi a oitava etapa da temporada de 2019 da Fórmula 1. Disputada em 23 de junho de 2019 no Circuito Paul Ricard, Le Castellet, França

## Relatório

### Treino Classificatório

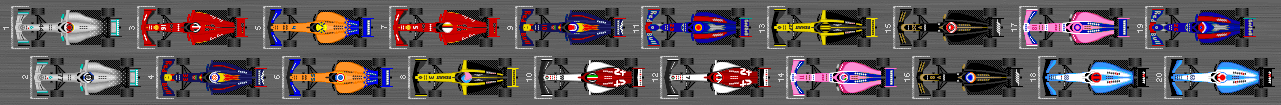
Grid de Largada

Q1
Q2
Q3

## Resultados

### Treino Classificatório
| 1                        | 44 | Lewis Hamilton     | Mercedes                  | 1:30.609 | 1:29.520 | 1:28.319 | 1   |
| 2                        | 77 | Valtteri Bottas    | Mercedes                  | 1:30.550 | 1:29.437 | 1:28.605 | 2   |
| 3                        | 16 | Charles Leclerc    | Ferrari                   | 1:30.647 | 1:29.699 | 1:28.965 | 3   |
| 4                        | 33 | Max Verstappen     | Red Bull-Honda            | 1:31.327 | 1:30.099 | 1:29.409 | 4   |
| 5                        | 4  | Lando Norris       | McLaren-Renault           | 1:30.989 | 1:30.019 | 1:29.418 | 5   |
| 6                        | 55 | Carlos Sainz Jr.   | McLaren-Renault           | 1:31.073 | 1:30.319 | 1:29.522 | 6   |
| 7                        | 5  | Sebastian Vettel   | Ferrari                   | 1:31.075 | 1:29.506 | 1:29.799 | 7   |
| 8                        | 3  | Daniel Ricciardo   | Renault                   | 1:30.954 | 1:30.369 | 1:29.918 | 8   |
| 9                        | 10 | Pierre Gasly       | Red Bull-Honda            | 1:31.152 | 1:30.421 | 1:30.184 | 9   |
| 10                       | 99 | Antonio Giovinazzi | Alfa Romeo Racing-Ferrari | 1:31.180 | 1:30.408 | 1:33.420 | 10  |
| 11                       | 23 | Alexander Albon    | Toro Rosso-Honda          | 1:31.445 | 1:30.461 | N/A      | 11  |
| 12                       | 7  | Kimi Räikkönen     | Alfa Romeo Racing-Ferrari | 1:30.972 | 1:30.533 | N/A      | 12  |
| 13                       | 27 | Nico Hülkenberg    | Renault                   | 1:30.865 | 1:30.544 | N/A      | 13  |
| 14                       | 11 | Sergio Pérez       | Racing Point-BWT Mercedes | 1:30.964 | 1:30.738 | N/A      | 14  |
| 15                       | 20 | Kevin Magnussen    | Haas-Ferrari              | 1:31.166 | 1:31.440 | N/A      | 15  |
| 16                       | 26 | Daniil Kvyat       | Toro Rosso-Honda          | 1:31.564 | N/A      | N/A      | 191 |
| 17                       | 8  | Romain Grosjean    | Haas-Ferrari              | 1:31.626 | N/A      | N/A      | 16  |
| 18                       | 18 | Lance Stroll       | Racing Point-BWT Mercedes | 1:31.726 | N/A      | N/A      | 17  |
| 19                       | 63 | George Russell     | Williams-Mercedes         | 1:32.789 | N/A      | N/A      | 201 |
| 20                       | 88 | Robert Kubica      | Williams-Mercedes         | 1:33.205 | N/A      | N/A      | 18  |
| Tempo dos 107%: 1:36.888 |    |                    |                           |          |          |          |     |
| Fonte:                   |    |                    |                           |          |          |          |     |

Notas
- ↑1  – Daniil Kvyat e George Russell  foram punidos por terem mudado seus carros.

### Corrida
| Pos.   | Nu. | Piloto             | Construtor                | Voltas | Tempo/Retirado | Pit Stop | Pneus | Grid | Pontos |
| ------ | --- | ------------------ | ------------------------- | ------ | -------------- | -------- | ----- | ---- | ------ |
| 1      | 44  | Lewis Hamilton     | Mercedes                  | 53     | 1:24:31.198    |          |       | 1    | 25     |
| 2      | 77  | Valtteri Bottas    | Mercedes                  | 53     | +18.056        |          |       | 2    | 18     |
| 3      | 16  | Charles Leclerc    | Ferrari                   | 53     | +18.985        |          |       | 3    | 15     |
| 4      | 33  | Max Verstappen     | Red Bull-Honda            | 53     | +34.905        |          |       | 4    | 12     |
| 5      | 5   | Sebastian Vettel   | Ferrari                   | 53     | +1:02.796      |          |       | 7    | 111    |
| 6      | 55  | Carlos Sainz Jr.   | McLaren-Renault           | 53     | +1:35.462      |          |       | 6    | 8      |
| 7      | 7   | Kimi Räikkönen     | Alfa Romeo Racing-Ferrari | 52     | +1 volta       |          |       | 12   | 6      |
| 8      | 27  | Nico Hülkenberg    | Renault                   | 52     | +1 volta       |          |       | 13   | 4      |
| 9      | 4   | Lando Norris       | McLaren-Renault           | 52     | +1 volta       |          |       | 5    | 2      |
| 10     | 10  | Pierre Gasly       | Red Bull-Honda            | 52     | +1 volta       |          |       | 9    | 1      |
| 11     | 3   | Daniel Ricciardo   | Renault                   | 52     | +1 volta2      |          |       | 8    |        |
| 12     | 11  | Sergio Pérez       | Racing Point-BWT Mercedes | 52     | +1 volta       |          |       | 14   |        |
| 13     | 18  | Lance Stroll       | Racing Point-BWT Mercedes | 52     | +1 volta       |          |       | 17   |        |
| 14     | 26  | Daniil Kvyat       | Toro Rosso-Honda          | 52     | +1 volta       |          |       | 19   |        |
| 15     | 23  | Alexander Albon    | Toro Rosso-Honda          | 52     | +1 volta       |          |       | 11   |        |
| 16     | 99  | Antonio Giovinazzi | Alfa Romeo Racing-Ferrari | 52     | +1 volta       |          |       | 10   |        |
| 17     | 20  | Kevin Magnussen    | Haas-Ferrari              | 52     | +1 volta       |          |       | 15   |        |
| 18     | 88  | Robert Kubica      | Williams-Mercedes         | 51     | +2 voltas      |          |       | 18   |        |
| 19     | 63  | George Russell     | Williams-Mercedes         | 51     | +2 voltas      |          |       | 20   |        |
| Ret    | 8   | Romain Grosjean    | Haas-Ferrari              | 44     | Retirou-se     |          |       | 16   |        |
| Fonte: |     |                    |                           |        |                |          |       |      |        |

Notes
- ↑1  – Incluindo um ponto pela volta mais rápida.
- ↑2  – Daniel Ricciardo terminou em 7º, mas recebeu duas penalidades de 5 segundos. O primeiro por ganhar vantagem, deixando os limites da pista, e o segundo, por não conseguir voltar à pista com segurança

## Voltas na Liderança
- Commons

| Nº de Voltas | Piloto         | Voltas |
| ------------ | -------------- | ------ |
| 52           | Lewis Hamilton | 1-52   |

## 2019DHLFastest Pit Stop Award

### Resultado
| 1      |  |  |  |  | 25 |
| 2      |  |  |  |  | 18 |
| 3      |  |  |  |  | 15 |
| 4      |  |  |  |  | 12 |
| 5      |  |  |  |  | 10 |
| 6      |  |  |  |  | 8  |
| 7      |  |  |  |  | 6  |
| 8      |  |  |  |  | 4  |
| 9      |  |  |  |  | 2  |
| 10     |  |  |  |  | 1  |
| Fonte: |  |  |  |  |    |

### Classificação
| Tabela do DHL Fastest Pit Stop Award \| Pos \| Construtor \| Pontos \| \| --- \| ---------- \| ------ \| \| 1 \| \| \| \| 2 \| \| \| \| 3 \| \| \| \| 4 \| \| \| \| 5 \| \| \| \| 6 \| \| \| \| 7 \| \| \| \| 8 \| \| \| \| 9 \| \| \| \| 10 \| \| \| |            |        |
| Pos | Construtor | Pontos |
| 1 |            |        |
| 2 |            |        |
| 3 |            |        |
| 4 |            |        |
| 5 |            |        |
| 6 |            |        |
| 7 |            |        |
| 8 |            |        |
| 9 |            |        |
| 10 |            |        |

## Tabela do campeonato após a corrida
Somente as cinco primeiras posições estão incluídas nas tabelas.
| Pos | Piloto           | Pontos | Var     |
| --- | ---------------- | ------ | ------- |
| 1   | Lewis Hamilton   | 187    | Estável |
| 2   | Valtteri Bottas  | 151    | Estável |
| 3   | Sebastian Vettel | 111    | Estável |
| 4   | Max Verstappen   | 100    | Estável |
| 5   | Charles Leclerc  | 87     | Estável |

| Pos | Construtor                | Pontos |
| --- | ------------------------- | ------ |
| 1   | Mercedes                  | 338    |
| 2   | Ferrari                   | 195    |
| 3   | Red Bull-Honda            | 136    |
| 4   | McLaren-Renault           | 40     |
| 5   | Racing Point-BWT Mercedes | 32     |